# Sempers zanger
Sempers zanger (Leucopeza semperi) is een zangvogel uit de familie Parulidae (Amerikaanse zangers). De vogel werd in 1876 geldig beschreven door Philip Lutley Sclater. Het is een ernstig bedreigde, mogelijk al uitgestorven endemische vogelsoort van Saint Lucia (Caribisch gebied, Bovenwindse Eilanden).

## Kenmerken
De vogel is 14,5 cm lang en ziet eruit als een boszanger met lange poten. De volwassen vogel is donkergrijs van boven en vuilwit van onder. Onvolwassen vogels zijn grijsbruin en wat lichter roodbruin van onder. Opvallend zijn de lange, bleekgeel gekleurde poten. De vogel leeft of leefde verborgen in dichte ondergroei.

## Verspreiding en leefgebied
Deze soort is endemisch op Saint Lucia waar de soort verbleef of mogelijk nog voorkomt in montaan bos met dichte ondergroei.

## Status
Sempers zanger heeft een zeer klein verspreidingsgebied en daardoor is de kans op uitsterven aanwezig. Tussen de jaren 1920 en 1961 zijn een paar overtuigende waarnemingen gedaan. In de 19de eeuw was de vogel waarschijnlijk algemener. In 1884 zijn echter mangoesten op het eiland los gelaten en deze roofdieren hadden een desastreus effect op deze vogelsoort. Vermeende nieuwe waarnemingen in 1965, 1989, 1995 en 2003 konden niet worden bevestigd. Hoewel het leefgebied is verkleind, bestaat de mogelijkheid dat de vogel nog voorkomt in een paar resten slecht onderzocht bergbos, daarom staat deze soort als ernstig bedreigd (kritiek) op de Rode Lijst van de IUCN.